# جيمس موريير
جيمس جستينيان موريير (بالإنجليزية: James Justinian Morier)‏، الكتابات الأخرى جيمز موريه أو مورييه، ديبلوماسي وكاتب إنكليزي، اشتهر برواياته عن السلالة القاجارية في إيران، لا سيما رواية مغامرات حاجي بابا الإصفهاني. عضو في الجمعية الملكية.

## نشأته
ولد في إزمير (الإمبراطورية العثمانية) حيث كان والده آيزك (إسحاق) موريير يعمل تاجراً. كان والده من أصل سويسري اكتسب الجنسية البريطانية، وكان عضواً في شركة الشرق. بعد أن أتم جيمس موريير دراسته في مدرسة خاصة في بريطانيا عاد إلى إزمير وعمل مع أبيه بين السنتين 1799 و1806.

## العمل الدبلوماسي

### في إيران
زار جيمس موريير إيران أول مرة بصفة سكرتير هارفورد جونز المبعوث البريطاني الخاص إلى الشاه، وفي السنة 1812 نشر تقريراً عن هذه الفترة بعنوان «رحلة عبر إيران وأرمينيا وآسيا الصغرى إلى القسطنطينية في السنتين 1808 و1809». وفي سنة 1809 رافق المبعوث الإيراني إلى بريطانيا ميرزا أبو الحسن. وفي سنة 1810 عاد إلى إيران بصفة سكرتير السفارة برئاسة السير غور أوسلي [الإنجليزية]، أول سفير بريطاني في إيران. وبعد رحيل السفير في سنة 1814 بقي موريير قائماً بالأعمال حتى سنة 1816، عاد بعدها إلى بريطانيا ونشر «الرحلة الثانية من إيران إلى القسطنطينية بين السنتين 1810 و1816».
حصل موريير على التقاعد سنة 1817 وقرر تكريس نفسه للكتابة. وفي سنة 1820 تزوج هارييت غريفيل.

### في المكسيك
عمل موريير بين السنتين 1824 و1826 بصفة مفوض خاص في المكسيك للتفاوض على معاهدة بين بريطانيا والمكسيك، والتي تمت المصادقة عليها في سنة 1827.

## موريير الأديب
وصف موريير أسفاره في الشرق في كتابين، كما نشر عدداً من الروايات، لعل أشهرها «مغامرات حاجي بابا الإصفهاني» (1824) ثم تتمتها «مغامرات حاجي بابا الإصفهاني في إنكلترا» (1828)، وكذلك «زوراب الرهينة» (1832) و«عائشة الفتاة من كارس» (1834) و«الميرزا» (1841). تتصف رواياته بروح فكاهية ساخرة وبوصف بارع للشخصيات ومعرفة دقيقة لبلاد الشرق.

## الوفاة
توفي جيمس موريير في برايتون في سنة 1849 وقد قارب السبعين من عمره.

## روابط خارجية
- جيمس موريير على موقع الموسوعة البريطانية (الإنجليزية)